# Джованні Інноченті
Джованні Інноченті (італ. Giovanni Innocenti, 13 лютого 1888, Азільяно-Верчеллезе — 1975, Франція) — італійський футболіст, що грав на позиції воротаря за клуб «Про Верчеллі», у складі якого — п'ятиразовий чемпіон Італії, а також за національну збірну Італії.

## Клубна кар'єра
У дорослому футболі дебютував 1907 року виступами за команду «Про Верчеллі», ворота якої захищав протягом дев'яти сезонів, до переривання футбольних змагань в Італії через Першу світову війну. За цей час п'ять разів виборював титул чемпіона Італії.

## Виступи за збірну
1913 року дебютував в офіційних матчах у складі національної збірної Італії. Протягом наступних двох років ще чотири рази виходив на поле у складі національної команди.
Помер 31 грудня 1975 року на 88-му році життя у Франції.
| Дата      | Місто  | Господарі | Результат | Гості     | Турнір           | Голи | Примітки |
| --------- | ------ | --------- | --------- | --------- | ---------------- | ---- | -------- |
| 1-5-1913  | Турин  | Італія    | 1 – 0     | Бельгія   | товариський матч | -    |          |
| 15-6-1913 | Відень | Австрія   | 2 – 0     | Італія    | товариський матч | -2   |          |
| 29-3-1914 | Турин  | Італія    | 2 – 0     | Франція   | товариський матч | -    |          |
| 5-4-1914  | Генуя  | Італія    | 1 – 1     | Швейцарія | товариський матч | -1   |          |
| 17-5-1914 | Берн   | Швейцарія | 0 – 1     | Італія    | товариський матч | -    |          |
| Усього    |        | Матчів    | 5         |           | Голів            | -3   |          |

## Титули і досягнення
- Чемпіон Італії (5):

«Про Верчеллі»: 1908, 1909, 1910-1911, 1911-1912, 1912-1913